# Myosorex eisentrauti
Myosorex eisentrauti е вид бозайник от семейство Земеровкови (Soricidae). Видът е критично застрашен от изчезване.

## Разпространение
Разпространен е в Екваториална Гвинея (Биоко).